# Henriqueta de Nassau-Weilburg (1780–1857)
Henriqueta de Nassau-Weilburg (em alemão:  Henriette von Nassau-Weilburg; Kirchheimbolanden, 22 de abril de 1780 — Kirchheim unter Teck, 2 de janeiro de 1857) foi uma filha do príncipe Carlos Cristiano de Nassau-Weilburg.

## Família
A princesa Henriqueta foi a décima-primeira dos quinze filhos nascidos do príncipe Carlos Cristiano e da princesa Carolina de Orange-Nassau. Os seus avós paternos eram o príncipe Carlos Augusto de Nassau-Weilburg e a princesa Augusta de Nassau-Idstein. Os seus avós maternos eram o príncipe Guilherme IV de Orange e a princesa real Ana do Reino Unido.

## Casamento e descendência

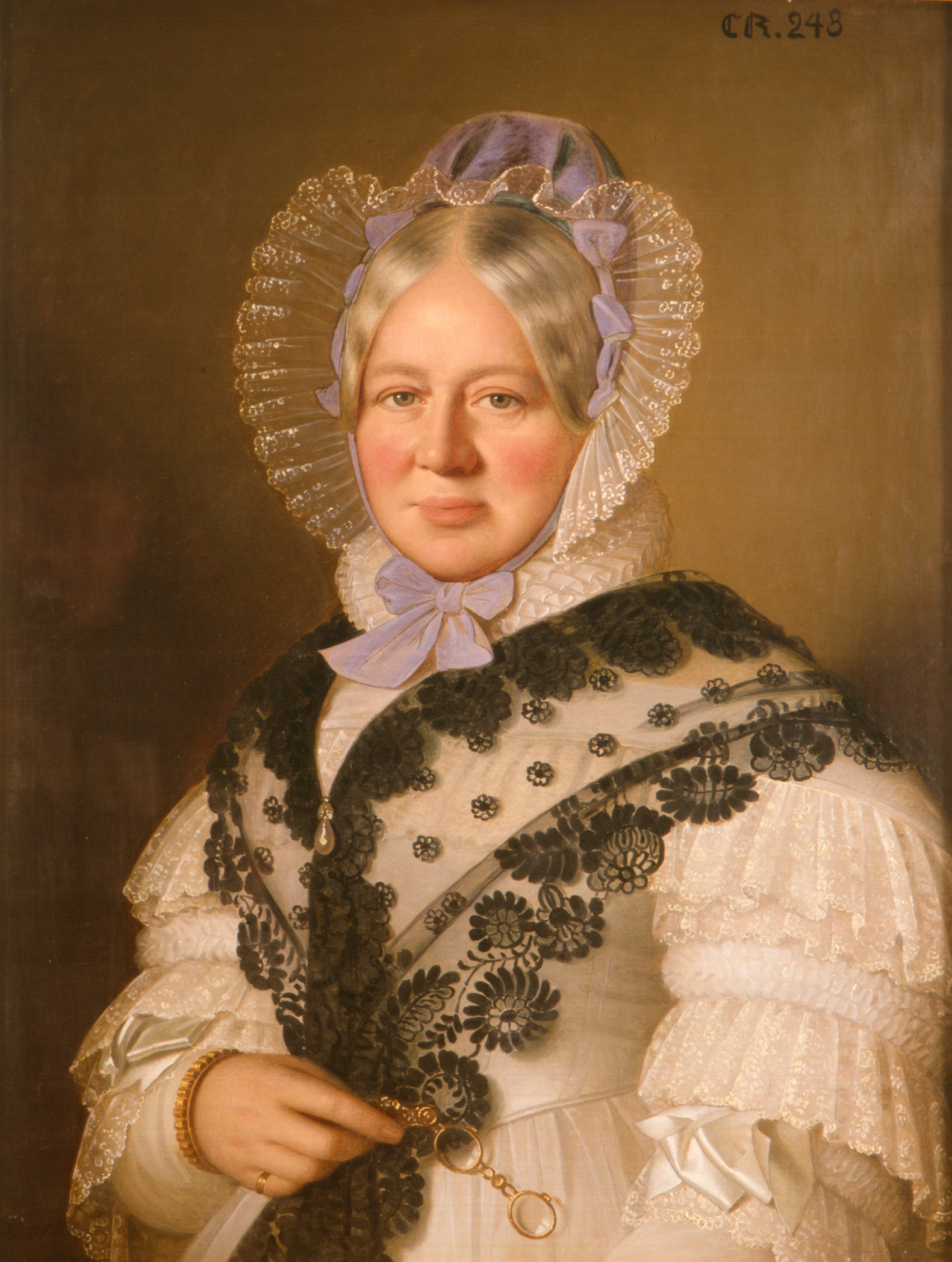
Henriqueta em 1838 por Anton Einsle.

Carolina casou-se com o duque Luís de Württemberg no dia 28 de janeiro de 1797. Tiveram cinco filhos:
1. Maria Doroteia de Württemberg (1 de novembro de 1797 - 30 de março de 1855, casada com o arquiduque José da Áustria-Toscana; com descendência.
2. Amélia Teresa de Württemberg (28 de junho de 1799 - 28 de novembro de 1848), casada com o duque José de Saxe-Altemburgo; com descendência.
3. Paulina Teresa de Württemberg (4 de setembro de 1800 - 10 de março de 1873), casada com o rei Guilherme I de Württemberg; com descendência.
4. Isabel Alexandrina de Württemberg (27 de fevereiro de 1802 - 5 de dezembro de 1864), casada com o príncipe Guilherme de Baden; com descendência.
5. Alexandre de Württemberg (9 de setembro de 1804 - 4 de julho de 1885), fundou o segundo ramo da Casa de Württemberg, conhecido pelos duques de Teck; casado com a condessa Claudine Rhédey von Kis-Rhéde; com descendência.

## Genealogia
| Henriqueta de Nassau-Weilburg | Pai: Carlos Cristiano, Príncipe de Nassau-Weilburg | Avô paterno: Carlos Augusto de Nassau-Weilburg       | Bisavô paterno: João Ernesto de Nassau-Weilburg                 |
| Henriqueta de Nassau-Weilburg | Pai: Carlos Cristiano, Príncipe de Nassau-Weilburg | Avô paterno: Carlos Augusto de Nassau-Weilburg       | Bisavó paterna: Maria Polyxena de Leiningen-Dagsburg-Hartenburg |
| Henriqueta de Nassau-Weilburg | Pai: Carlos Cristiano, Príncipe de Nassau-Weilburg | Avó paterna: Augusta Frederica de Nassau-Idstein     | Bisavô paterno: Jorge Augusto de Nassau-Idstein                 |
| Henriqueta de Nassau-Weilburg | Pai: Carlos Cristiano, Príncipe de Nassau-Weilburg | Avó paterna: Augusta Frederica de Nassau-Idstein     | Bisavó paterna: Henriqueta Doroteia de Oettingen                |
| Henriqueta de Nassau-Weilburg | Mãe: Carolina de Orange-Nassau                     | Avô materno: Guilherme IV, Príncipe de Orange        | Bisavô materno: João Guilherme Friso, Príncipe de Orange        |
| Henriqueta de Nassau-Weilburg | Mãe: Carolina de Orange-Nassau                     | Avô materno: Guilherme IV, Príncipe de Orange        | Bisavó materna: Maria Luísa de Hesse-Cassel                     |
| Henriqueta de Nassau-Weilburg | Mãe: Carolina de Orange-Nassau                     | Avó materna: Ana, Princesa Real e Princesa de Orange | Bisavô materno: Jorge II da Grã-Bretanha                        |
| Henriqueta de Nassau-Weilburg | Mãe: Carolina de Orange-Nassau                     | Avó materna: Ana, Princesa Real e Princesa de Orange | Bisavó materna: Carolina de Ansbach                             |